# PCGamesN
PCGamesN est un webzine de jeux vidéo. Sa société mère, Network N, a été fondée par James Binns (anciennement de Future Publishing ) fin mai 2012,,. PCGamesN a été lancé le mois prochain. Le site web a été conçu à l'origine pour accueillir des chaînes pour des franchises distinctes et pour mélanger le contenu original avec le contenu agrégé et créé par l'utilisateur. L'équipe de lancement comprenait Tim Edwards, ancien rédacteur en chef de PC Gamer. PCGamesN a ajouté dix nouvelles chaînes et deux nouveaux rédacteurs pour un total de sept rédacteurs permanents en août 2012. Le site Web a ajouté des rédacteurs de GamesMaster  et de PlayStation: The Official Magazine en 2015. 